# Faculté de droit de Strasbourg
Cet article concerne le bâtiment de la faculté. Pour la faculté en tant que composante de l’université, voir Faculté de droit, de sciences politiques et de gestion de Strasbourg.
La faculté de droit est un bâtiment de l’Université de Strasbourg situé sur le campus de l’Esplanade. Construit au début des années 1960 sur les plans de l’architecte Roger Hummel, il s’agit du premier bâtiment de ce campus, qui vise à être un modèle de modernité. Il est toujours occupé par la Faculté de droit, de sciences politiques et de gestion en 2025, bien qu’il ait fallu rapidement lui adjoindre des bâtiments supplémentaires du fait du manque d’espace. Le bâtiment est inscrit au titre des monuments historiques depuis 2005 et labellisé « Patrimoine du XXe siècle. Les tapisseries dessinées par Robert Wogensky qui ornent les espaces intérieurs sont elles-aussi inscrites au titre des monuments historiques.

## Histoire
À la fin des années 1950, l’accroissement du nombre d’étudiants à l’université de Strasbourg amène les bâtiments du campus historique à être surpeuplés. Ceux-ci sont également très critiqués en raison de leur vétusté et, par une partie de la communauté universitaire, pour leur caractère ostentatoire symbolisant l’université des élites. La libération par le Ministère de la Défense des terrains de l’ancienne citadelle en 1954 offre à l’université l’opportunité de construire un nouveau campus immédiatement au sud du site historique. Finalement, le projet est intégré à une grande opération d’urbanisme visant à construire un nouveau quartier, au sein duquel 14 ha sont réservés pour un campus moderne.
Une fois les terrains acquis se pose la question de déterminer quelles facultés iront sur le nouveau campus. Paradoxalement, bien que beaucoup critiquent les anciens bâtiments, la plupart des facultés, notamment en sciences humaines, adoptent une posture attentiste dans l’espoir de pouvoir rester sur le campus historique, vu comme plus prestigieux. Le doyen de la faculté de droit et de sciences politiques, Alex Weill, adopte toutefois une approche opposée. Il souhaite en effet profiter de l’installation des institutions européennes à Strasbourg pour développer des instituts et des cursus spécialisés. Certains cursus de licence sont ainsi augmentés dès 1955 d’une quatrième année destiner à former les haut-fonctionnaires et les agents des organismes internationaux. En outre, sa faculté est la plus touchée par les problèmes de place : le nombre d’étudiants fait plus que doubler entre 1959 et 1964 et la plupart des ouvrages de la bibliothèque sont inaccessibles car entassés dans les caves du palais universitaire.
Arrivant en premier, la faculté de droit bénéficie d’une place d’honneur dans l’ensemble projeté et de moyens importants. Le concepteur du plan d’ensemble du campus, Roger Hummel, fait également lui-même les plans du bâtiment de la faculté, qui doit occuper une place centrale. La réalisation des plans est précédée d’entretiens avec Alex Weill afin de concevoir un bâtiment adapté aux besoins de l’enseignement et de la recherche.

## Architecture

### Disposition générale
La faculté est divisée en deux espaces séparant les fonctions : à l’ouest, le bâtiment dit « des instituts » contient les pièces spécialisées – bibliothèques, salles de travaux pratiques, bureaux de l’administration, etc. — tandis qu’à l’est le bâtiment des amphithéâtres est consacré uniquement aux cours magistraux. Les deux bâtiments sont reliés par une vaste salle des pas perdus.
Structurellement, le bâtiment est constitué d’un ossature porteuse en béton armé habillée d’un mur-rideau. Celui-ci est en grande partie vitré afin de maximiser l’apport de lumière naturelle et fait appel à des modules préfabriqués permettant de réduire les coûts. Les 2 400 m2 de surfaces vitrées sont constitués de vitres isolantes Polyglass montées sur des châssis pivotant en acier inoxydable Peuginox. Les allèges sont en bois et fibre de verre, qui confère une bonne isolation phonique. Les matériaux intérieurs sont choisis avec le même objectif de limitation du bruit avec notamment du linoleum en caoutchouc et des murs couverts de lambris ou de moquette. La plupart des techniques et des matériaux utilisés sont des nouveautés, appuyant l’objectif de modernité du nouveau campus. 
Les fenêtres peuvent être occultées avec des stores en toile rouge. Cette couleur se retrouve en de nombreux endroits, sur les piliers, l’avent, etc. à côté du bleu et du vert. Le choix de ces couleurs vise à donner au bâtiment une ambiance stimulante et d’optimisme ; elles sont utilisées en association avec le gris et le blanc, qui évoquent l’harmonie et la concentration.

### Bâtiment des instituts
Le bâtiment des instituts est formé de deux courbes dont les bords ne sont pas concentriques, lui donnant une forme générale de croissant. Du fait de cette disposition, les pièces situées au centre sont plus vaste que celles situées aux extrémités. L’organisation fonctionnelle de l’espace est distribuée de manière verticale : les salles les plus fréquentées et les plus spécialisées, par exemple les bibliothèques, se concentrent dans les premiers niveaux, tandis que les niveaux supérieurs sont occupés par des salles généralistes. L’entrée principale s’effectue du côté ouest et donne dans un vaste hall ouvrant sur la salle des pas perdus à l’est.
Les salles sont desservies à chaque étage par un unique couloir longeant le dos du croissant. Ce couloir bénéficie ainsi d’un éclairage naturel sur toute sa longueur. Il est rythmé par des piliers entre lesquels sont insérés des banquettes. Une cage d’escalier se trouve à chaque extrémité du croissant. Celles-ci sont également entièrement vitrées du côté ouest. Le chauffage est assuré dans tous le bâtiment par des planchers chauffants.

### Bâtiment des amphithéâtres
Le bâtiment des amphithéâtres prend en plan la forme d’un hexagone disposé parallèlement au bâtiment des instituts. Il est traversé perpendiculairement sur toute sa largeur par la salle des pas perdus qui le relie au bâtiment des instituts et donne sur l’extérieur à l’est. Quatre amphithéâtres, deux au nord et deux au sud, se répartissent autour de celle-ci sur deux niveaux. Chaque amphithéâtre utilise un jeu de couleurs et de matériaux qui lui est propre afin de les distinguer facilement. Le chauffage est assuré intégralement par air pulsé.
La salle des pas perdus est éclairé par des hublots zénithaux.

## Mobilier et équipement
Lors de la construction, des moyens importants sont investis dans l’équipement du bâtiment afin de placer la faculté à la pointe de la modernité. Chaque amphithéâtre dispose ainsi d’un appareil de projection, d’un épiscope et d’un rétroprojecteur. Les bibliothèques sont dotées de machine à microfilmer et de lecteurs de microfilms, tandis que de nombreuses salles d’études disposent de téléviseurs. Le laboratoire de langues dispose de cabines de traduction simultanée avec magnétophone, un équipement à la pointe de la technologie de l’époque.
Le mobilier des salles importantes, comme le bureau du doyen, de certains professeurs et d’une partie des locaux administratifs, est réalisé par l’entreprise du décorateur Jules Leleu. La décoration des bureaux des professeurs est ainsi réalisée sur mesure en fonction de leur occupant. Le mobilier reprend certaines caractéristiques architecturales du bâtiment, comme la forme en croissant des bureaux et le choix des coloris. La pièce la plus remarquable est la table ronde de la salle du conseil de faculté, qui a d’ailleurs par la suite été renommée « salle de la table ronde ». Dans l’aménagement intérieur, le 1 % artistique est consacré à une commande de deux tapisseries à Robert Wogensky. Intitulées Augure et placées de part et d’autre de la porte du bureau du président, elles représentent de manière géométrique des oiseaux bleus sur fond rouge brique.

## Abords
À l’origine l’entrée principale est encadrée de grands bassins mis en eau. Ceux-ci ont à la fois un rôle pratique de thermorégulation, et esthétique en servant de miroir reflétant la façade de la faculté.